# Andrew Sydney Withiel Thomas
Andrew Sydney Withiel „Andy“ Thomas AO (* 18. Dezember 1951 in Adelaide, Bundesstaat South Australia, Australien) ist ein ehemaliger US-amerikanischer Astronaut, der auch die australische Staatsbürgerschaft besitzt. Er ist der einzige aus Australien stammende Berufsastronaut – bereits zwölf Jahre vor ihm flog der aus Sydney stammende Meereskundler Paul Scully-Power mit STS-41-G ins All.
Thomas wurde in Adelaide, der Hauptstadt des Bundesstaates South Australia geboren und verbrachte dort seine Kindheit und Jugend. Nach seinem Abitur, das er 1968 vom St. Peter’s College erhielt, ging er auf die University of Adelaide und studierte Maschinenbau. Seinen Bachelor legte er 1973 mit summa cum laude ab. Er setzte dann sein Studium fort und promovierte fünf Jahre später als Maschinenbauingenieur (Dr.-Ing.).
In seinem letzten Studienjahr verließ Thomas 1977 Australien und zog in die Vereinigten Staaten. Er ließ sich im südöstlichen Teil des Landes, in Georgia, nieder und fing als Forschungswissenschaftler beim Flugzeughersteller Lockheed in Marietta an. Drei Jahre darauf hatte er es bereits zum Projektleiter der Aerodynamikabteilung gebracht. Weitere drei Jahre später wurde ihm die Leitung des Advanced Flight Sciences Department übertragen, wo man sich mit theoretischen Studien zu Fragen der Flüssigkeits- und Aerodynamik beschäftigte. Der Flight Sciences Division von Lockheed stand er ab 1987 vor. Dort wurde nach technischen Lösungen für die Weiterentwicklung der firmeneigenen Flugzeuge im Bereich der Antriebe und der Steuerung geforscht.
Nach zwölf Jahren bei Lockheed wechselte Thomas Wohnort und Arbeitgeber. Er zog 1989 nach Kalifornien, um beim Jet Propulsion Laboratory (JPL) der NASA zu arbeiten. Bereits kurze Zeit später wurde er mit der Leitung eines Programms zur materialwissenschaftlichen Forschung unter Schwerelosigkeit betraut.

## Astronautentätigkeit
Thomas zeigte sich bereits als Kind und Jugendlicher von der Raumfahrt fasziniert. Trotzdem war der Wunsch Astronaut zu werden nur latent vorhanden. Die Möglichkeit als Australier Raumfahrer werden zu können, war so gut wie nicht vorhanden. Das änderte sich mit seiner Ankunft in den USA, und er begann, sich eine Chance auszumalen, seinen Traum Wirklichkeit werden zu lassen. Seitdem versuchte er auch bewusst, seine berufliche Karriere in diese Richtung zu lenken. Das war auch der Grund, warum er die Position beim JPL annahm. Zu dem Zeitpunkt war er der Meinung, genug erreicht zu haben, was bei einer Astronautenbewerbung ausschlaggebend sein könnte. Außerdem hatte er damit schon einmal „einen Fuß in der Tür“.
Thomas hatte 1986 seine australische Staatsbürgerschaft zugunsten der US-amerikanischen aufgegeben, was die Voraussetzungen für eine Karriere als NASA-Astronaut war. Eine doppelte Staatsbürgerschaft war damals für Australier nicht möglich. Thomas wurde als einer von 15 Missionsspezialisten mit der 14. Astronautengruppe der NASA Ende März 1992 vorgestellt. Aus insgesamt 2.054 Bewerbern, die den formalen Auswahlkriterien entsprachen, waren 87 Finalisten hervorgegangen. Diese wurden im Herbst 1991 ins Johnson Space Center (JSC) nach Houston in Texas zu Tests, Gesprächen und medizinischen Untersuchungen eingeladen.
Die 24-köpfige Gruppe, bestehend aus 4 Piloten und 20 Missionsspezialisten (darunter 5 aus dem Ausland), begann im August 1992 die einjährige Grundausbildung am JSC. Danach war er Mitglied der Unterstützungsmannschaften am Kennedy Space Center, die ihre Astronautenkollegen betreuen.

### STS-77
Im Sommer 1995 wurde Thomas für seinen ersten Raumflug aufgestellt. Die STS-77-Mission wurde vom Space Shuttle Endeavour im Mai 1996 durchgeführt und war die fünfte Mission des kommerziellen Spacehab-Moduls. Darin wurden ein Dutzend Experimente aus den Sparten Biologie, Elektrotechnik und Landwirtschaft durchgeführt. Weiterhin wurde die Plattform SPARTAN ausgesetzt, die ihrerseits das sogenannte Inflatable Antenna Experiment (IAE) trug. Das 14 Millionen Dollar teure IAE war eine aluminiumbeschichtete Kunststoffhülle, die durch Stickstoffgas in ihre eigentliche Form – eine Antennenschüssel – gebracht wurde. Das zehntägige Unternehmen war der erste Flug, der vom Start bis zur Landung vom neuen Kontrollzentrum in Houston (Consolidated Control Center, CCC) geleitet wurde.

### STS-89
Wie Thomas zu seiner nächsten Nominierung kam, ist eine Geschichte für sich: Mitte August 1996 entschied die NASA, dass Astronautin Wendy Lawrence im September 1997 Mike Foale regulär als Dauergast auf der russischen Raumstation Mir ablösen sollte. Als ihr Ersatzmann wurde David Wolf berufen, der im Januar 1998 wiederum ihre Nachfolge als letzter Amerikaner auf Mir hätte antreten sollen. Wenig später wurde Thomas zum Ersatzmann von Wolf ernannt. Wolf und Thomas reisten im Januar 1997 nach Russland ins „Sternenstädtchen“ bei Moskau, um sich auf den Langzeitflug vorzubereiten.
Ende Juni 1997 rammte dann ein unbemannter Progress-Frachter die Mir-Station und fügte ihr schwere Beschädigungen zu. Zwar musste der Außenposten von der Besatzung nicht evakuiert werden, doch hatte der Vorfall Folgen. Umfangreiche Reparaturarbeiten waren erforderlich. Das hatte auch Auswirkungen auf die künftigen Besatzungen, denn jetzt waren Handwerker gefragt. Zusammen mit den Russen kam die NASA im August zu dem Ergebnis, Foale durch Wolf ersetzen zu lassen statt durch Lawrence. Vor allem zwei Gründe wurden dafür genannt: Lawrence passe nicht in den russischen Orlan-Raumanzug, um bei Außenbordarbeiten (EVAs) mithelfen zu können. Zudem habe sie keine EVA-Erfahrung. David Wolf hatte bei seinem ersten Flug 1993 den Shuttle zwar auch nicht verlassen, doch immerhin konnte er rund 150 Trainingsstunden im Wassertank des JSC vorweisen. Deshalb erklärte die NASA Mitte Oktober, dass Andy Thomas mit STS-89 als siebenter und letzter Amerikaner zur Mir fliegen sollte.
Thomas startete mit STS-89 Ende Januar 1998 zu seinem zweiten Raumflug. Wieder war es der Orbiter Endeavour, der ihn als Missionsspezialist zur russischen Raumstation Mir brachte. Nach fünf Tagen, die der Orbiter mit der Station verbunden war, verabschiedete sich die STS-89-Besatzung und ließ Thomas zurück. Dafür nahm David Wolf dessen Platz ein und kehrte nach fast 130 Tagen wieder Heim zur Erde. Thomas blieb im Rahmen des Shuttle-Mir-Programms in der Funktion eines Bordingenieurs die nächsten vier Monate an Bord und arbeitete zusammen mit den russischen Langzeitbesatzungen von Sojus TM-26 und Sojus TM-27. Im Juni wurde er von STS-91 wieder abgeholt. Sein 140 Tage währender Flug war vorbei. Er hat berichtet, dass die ersten Tage der Re-Anpassung an die Schwerkraft sehr schmerzlich waren. Beim Gehen hatte er in den ersten Tagen das Gefühl, er nähme an einem Marathon teil, ohne zuvor trainiert zu haben. Es habe mehrere Wochen gedauert, bis er seine alte Kondition wieder erlangt habe.

### STS-102
Für seinen dritten Flug in die Erdumlaufbahn bereitete sich Thomas ab Mai 2000 vor. Fast zwei Wochen dauerte die Mission zur Internationalen Raumstation (ISS). STS-102 fand im März 2001 statt und war eine Crewaustauschmission: ISS-Expedition 2 wurde zur ISS gebracht und ISS-Expedition 1 wieder mit zurück zur Erde genommen. Außerdem wurden mit dem Logistikmodul Leonardo wichtige Ausrüstungsgüter zur Station gebracht. Kaum angekommen, stiegen die beiden amerikanischen Besatzungsmitglieder der frischen ISS-Crew (Helms und Voss) aus, um Arbeiten am Modul Destiny vorzunehmen. Zwei Tage später folgten Thomas und sein Kollege Richards. Während ihres sechseinhalbstündigen Außenbordaufenthaltes, der für beide der erste war, montierten die zwei Astronauten eine Plattform zur Aufbewahrung von Frachten an Destiny und verbanden essentielle Datenkabel miteinander.

### STS-114
Bevor Thomas für seinen nächsten Raumflug aufgestellt wurde, fungierte er ab August 2001 als Vizechef des Astronautenbüros am JSC. Zwei Jahre später wurde er der Mannschaft von STS-114 zugeteilt. Verursacht durch die Columbia-Katastrophe im Frühjahr 2003 wurden die Shuttle-Missionen für zweieinhalb Jahre ausgesetzt. Deshalb konnte STS-114 erst im Sommer 2005 in Richtung ISS aufbrechen. Ursprünglich hatte Thomas nicht fliegen sollen, denn Besatzung und Missionsprofil sahen anders aus. Als im August 2001 die „Urbesatzung“ bekannt gegeben wurde, war der Start für November 2002 vorgesehen. STS-114 sollte ein reiner Logistikflug sein, der die 7. Stammbesatzung zur Internationalen Raumstation und die 6. Besatzung zurück zur Erde bringen sollte. Als STS-114 endlich Ende Juli 2005 zur ISS aufbrach, war der Mannschaftswechsel aus dem Flugplan gestrichen worden, und der Test der in den zurückliegenden zweieinhalb Jahren vorgenommenen Veränderungen am Shuttle-System stand im Vordergrund. Die Kernbesatzung blieb dabei unverändert, aber für die drei ISS-Gäste rückte Thomas mit zwei Kollegen nach. Das kam sehr unerwartet für ihn, denn Andy war Chefbetreuer der STS-107-Familien zehn Monate zuvor. Die Hauptaufgabe bei seinem zweiten ISS-Besuch innerhalb von vier Jahren war es, die Außenbordarbeiten seiner Kollegen vom Shuttle-Inneren zu koordinieren.
Thomas verließ die NASA im Februar 2014.

## Privates
Thomas ist seit dem 15. April 2005 mit der Astronautin Shannon Walker verheiratet.

## Auszeichnungen
- 2000 Officer des Order of Australia[3]
- 2001 Centenary Medal[4]